# Elegancia
La elegancia o el gálibo es la apreciación estética que se asocia con el buen gusto, la distinción o el estilo de lo que hace que algo o alguien se destaque del resto, por ser agradable, armonioso, delicado, bello, fino, alejado de todo lo que puede parecer burdo, vulgar, estridente, común o recargado. Se utiliza con frecuencia como un estándar de buen gusto, sobre todo en las áreas de la moda y la decoración.
Algunos asocian la elegancia con la simplicidad del diseño. Otros en cambio lo entienden como el buen gusto en la riqueza del diseño o decoración. Los estímulos visuales son a menudo considerados elegantes si son usados un pequeño número de colores y los estímulos, haciendo énfasis en el resto. El color blanco se asocia a menudo con la elegancia, por lo general junto con el azul o negro.

## Etimología
La voz «elegancia» procede del latín elegantia, este de elĕgans, -antis, «selecto, elegante», y este formado por el sufijo privativo ex- y el verbo transitivo legere, «reunir, escoger»; por su parte, la voz «gálibo» procede del árabe andalusí قَالِب qálib, este del árabe clásico قَالَب qālab o قَالِب qālib, este del pelvi کالبد kālbod, y este del griego bizantino καλόπους kalópous, «horma».

## Definición
Las diferentes aplicaciones del término no son totalmente isomorfas en el sentido descrito por el científico y filósofo estadounidense Douglas Hofstadter: «La palabra “isomorfismo” se aplica cuando dos estructuras complejas pueden ser mapeadas una sobre la otra, de tal manera que a cada parte de una estructura hay una parte correspondiente en la otra estructura, donde “correspondiente” significa que las dos partes juegan un papel similar en sus respectivas estructuras». La falta de tal isomorfismo significa que varias definiciones son en algún grado mutuamente inconsistentes.
Sin embargo, los componentes esenciales del concepto son la simplicidad y la consistencia de diseño, enfocándose en las características esenciales de un objeto. En el arte de cualquier tipo también se podría requerir la gracia dignificada o la moderada belleza de estilo.

### Filosofía y literatura
En 1830, el novelista y dramaturgo francés Honoré de Balzac describió la vida elegante como la forma de vida de los «hombres que no hacen nada», en oposición a «los que trabajan» y «los que piensan». Sin embargo, el propósito de Balzac es describir la clase de los ociosos, para quienes la vida elegante es la forma de evitar el aburrimiento del descanso absoluto; se abstiene de definir sus fundamentos.
A finales del siglo XIX, el escritor, filósofo y poeta francés Paul Valéry atribuía la elegancia al «arte de pasar desapercibido combinado con el sutil cuidado de dejarse distinguir». Volvió sobre el tema varias veces, escribiendo «Elegantia. Es libertad y economía traducida a los ojos. Comodidad, facilidad en las cosas difíciles. Encontrar sin parecer haber buscado. Llevar, apoyar, sin parecer sentir el peso. Saber, sin demostrar que se ha aprendido. Y en definitiva lograr suprimir la apariencia, si no la realidad, del precio que han costado las cosas preciosas».
Devolviendo la elegancia a lo indefinible que hace reconocer a quien comparte tus elecciones, el escritor brasileño Paulo Coelho escribe «la elegancia no es una cualidad externa, sino una parte del alma que es visible para los demás».

### Ciencias y otros campos
La noción de elegancia se encuentra en muchos campos especializados. Una solución a un problema técnico, una demostración matemática o un escrito pueden ser elegantes, cuando son simples en comparación con otros que tienen el mismo efecto, utilizando solo los elementos necesarios sobre ellos, «cuyos elementos están dispuestos armoniosamente, de modo que la mente pueda abarcar sin esfuerzo el todo penetrando en los detalles».

#### Filosofía de la ciencia
En la filosofía de la ciencia, la simplicidad es un criterio metacientífico con el cual evaluar teorías que están compitiendo. En este campo, con frecuencia es hecha una distinción entre dos sentidos de simplicidad: simplicidad sintáctica (el número y complejidad de hipótesis), y simplicidad ontológica (el número y la complejidad de las cosas propuestas). Estos dos aspectos de la simplicidad son referidos a menudo como «elegancia» y «parsimonia», respectivamente.

Demostración elegante y simple del teorema de Pitágoras

#### Matemáticas
En las matemáticas, cuando un matemático siente placer estético en su profesión, hablamos de belleza matemática. Al resolver problemas matemáticos, como la demostración de un teorema, denota elegancia matemática si es simple y eficaz, pero también efectiva y constructiva. Tales soluciones pueden involucrar una cantidad mínima de suposiciones y cálculos, delineando un enfoque altamente generalizable. Asimismo, un programa de ordenador o algoritmo es elegante si se utiliza una pequeña cantidad de código, de una manera muy ingeniosa para un gran efecto.

#### Ingeniería
En la ingeniería, una solución puede ser considerada elegante si utiliza un método no obvio para producir una solución que es altamente efectiva y simple. Una solución elegante para resolver múltiples problemas a la vez, especialmente problemas que no se cree que están interrelacionados.

#### Química
En la química, los químicos puede buscar por elegancia en la teoría y el método, en la técnica y el procedimiento. Por ejemplo, la elegancia podría comprender la parsimonia creativa y versatilidad en la utilización de los recursos, en la manipulación de los materiales, y la eficacia en la síntesis y el análisis.

#### Farmacia
En la farmacia, la elegancia en la formulación es importante para la calidad, así como también para la eficacia en el diseño de la forma de dosificación, un componente importante de la farmacéutica.

## Moda

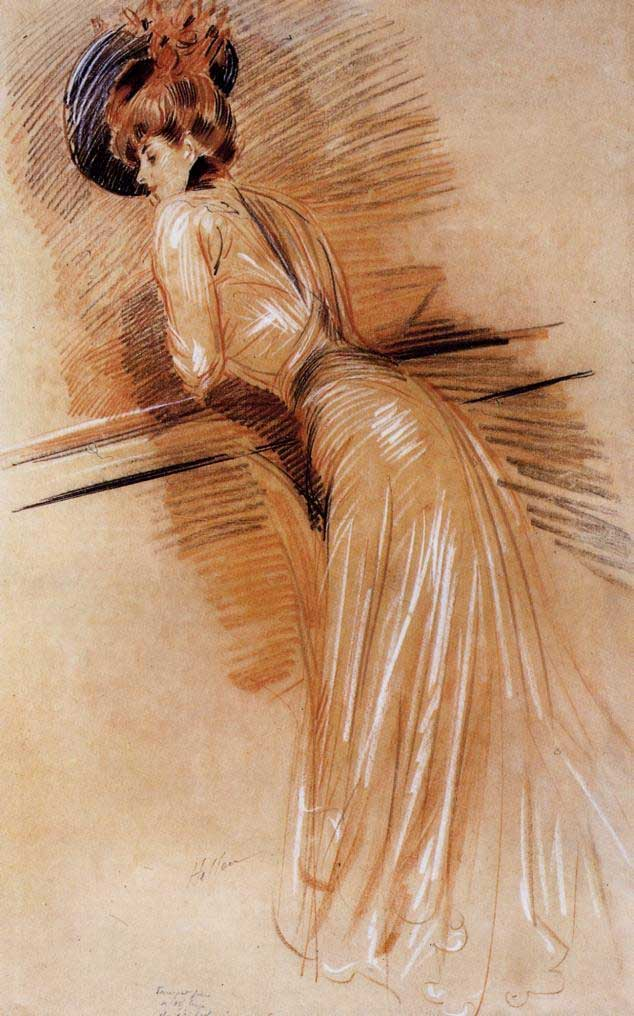
Mujer elegante en la barandilla de Paul César Helleu

En la vida social, la elegancia es la cualidad de quien es elegante y, por lo tanto, presenta cierta gracia armoniosa caracterizada por la ligereza y la facilidad en la forma y el movimiento. En el campo de la confección y la moda, es uno de los objetivos más habituales de los diseñadores de alta costura.
Sin embargo, la elegancia no es principalmente una cuestión de medios. La ropa indica estatus social y estado de ánimo; una persona adinerada que desdeña un atuendo que se puede permitir no es elegante, mientras que otra que, combinando y alterando, aprovecha al máximo las prendas que tiene a su alcance es indiscutiblemente elegante. El uniforme puede ser lujoso; impidiendo la elección, se opone a la elegancia sartorial, dejando a los usuarios sólo la postura y el lenguaje.
Asimismo, la elegancia no es un estilo, sino una forma de expresarse. La elección de un atuendo adecuado a las circunstancias es la primera de la secuencia elegante. En el África occidental, se puede elegir la elegancia europea o la elegancia boubou. 
Una mujer elegante es una mujer vestida con mimo; lo mismo ocurre con un hombre que será calificado de elegante, aunque, en este caso, puede tratarse de subrayar un comportamiento o un atuendo falto de naturalidad hasta el punto de resultar afectado. Llamar elegante a una persona es un cumplido; definirla como elegante es despectivo, dando a entender que no tiene otra cualidad o preocupación, denunciando un carácter superficial.

### Historia
El concepto de elegancia en la moda a menudo se asocia con el gusto moderno por la substracción y la subestimación que las sociedades capitalistas han desarrollado para transmitir una sensación de estatus. A diferencia de conceptos similares como el glamur, la elegancia es una práctica mixta y se desarrolló inicialmente entre las clases dominantes masculinas después de la Revolución francesa. La elegancia fue luego adoptada por la moda femenina, a partir del siglo XX. Este enfoque de la ropa basado en la substracción y la subestimación es perseguido por las clases altas para evitar la vulgaridad y, por lo tanto, pertenecer a un estatus social más bajo. Se han reconocido varios elementos que determinan la adopción de la elegancia y su regla: la clase, el género, la moral y el gusto juegan un papel fundamental.

## Lectura adicional
- Schiro, Anne-Marie (30 de agosto de 1988). «For Galanos, Elegance Is Eternal». The New York Times.